# Giovanni Luigi De Boni
Giovanni Luigi De Boni (Villabruna, 1771 – Breganze, 16 marzo 1844) è stato un architetto italiano.

## Biografia

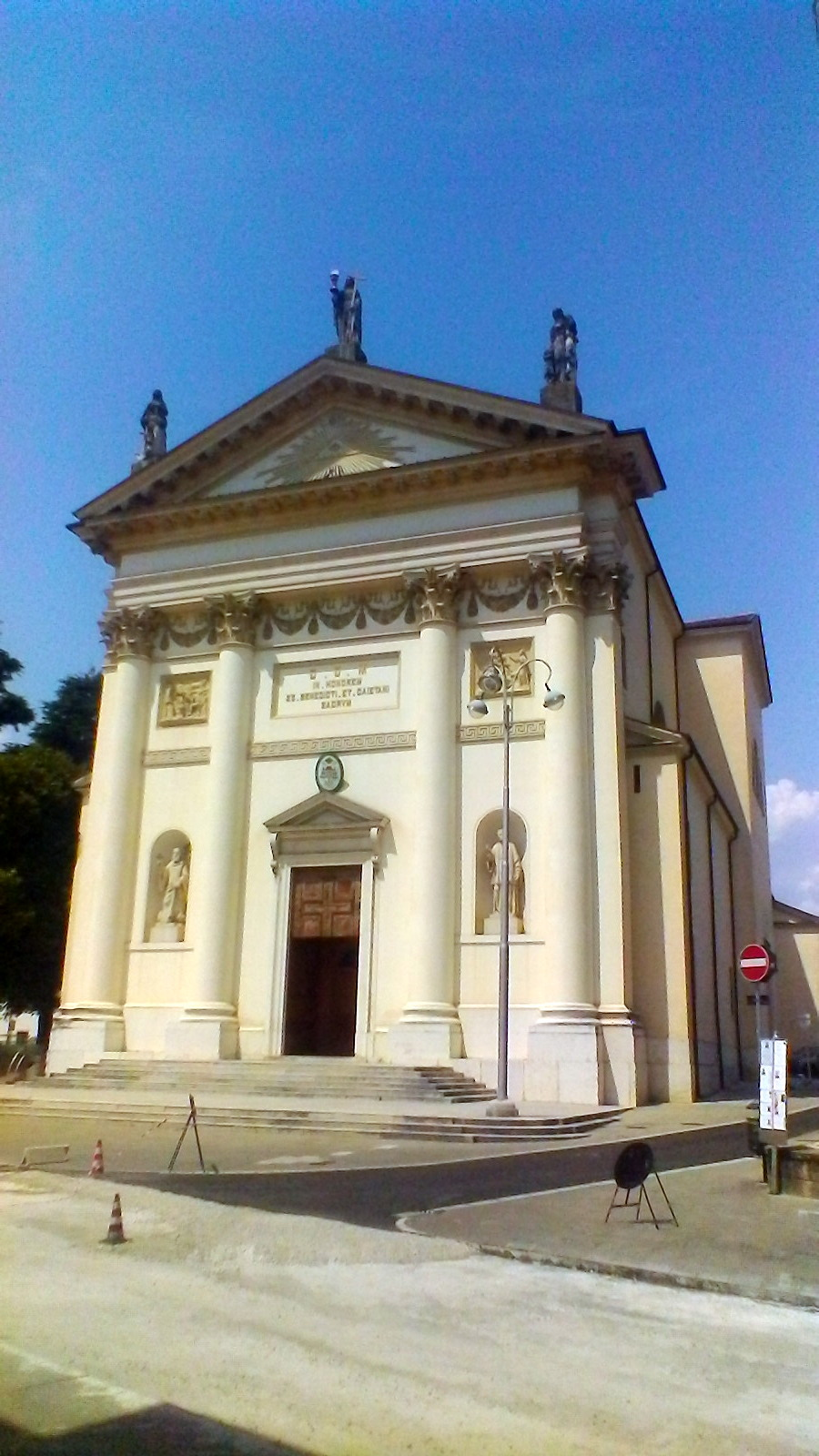
La facciata del Duomo di Santa Maria in San Benedetto e San Gaetano a Malo da lui progettato negli anni trenta del XIX secolo.

Nacque in una famiglia di architetti impegnati nell'ambito locale, figlio di Antonio e fratello di Sebastiano e Giacomo.
Probabilmente ricevette una prima formazione dal padre e in seguito frequentò gli ambienti dell'Accademia di Venezia (pur non risultando iscritto): fu infatti in stretti rapporti con Francesco Lazzari, che nel 1819 aveva sostituito Giannantonio Selva sulla cattedra di architettura.
La sua attività è documentata con sicurezza solo dal 1822: a partire da questa data risulta a capo di numerosi cantieri nel Veneto centro-occidentale, distinguendosi come costruttore di chiese con spiccate doti non tanto artistiche, quanto imprenditoriali. Infatti lavorò spesso su progetti d'altri (specialmente del Lazzari) e oggi risulta assai difficile stimare quali opere siano state disegnate di suo pugno. Renato Cevese nota giustamente come il suo stile sia un continuo riferimento ad Andrea Palladio e in particolare alla chiesa del Redentore.
La chiesa parrocchiale di Nove è una delle prime opere a lui attribuite. Secondo Lionello Puppi il progetto va assegnato al Lazzari, mentre De Boni ne sarebbe solo stato l'esecutore. D'altro canto, Cevese osserva come già in questo esempio risulta evidente il palladianesimo che ricorrerà anche nelle costruzioni successive; soprattutto lo stile della facciata, impostata su quattro possenti semicolonne corinzie a sostegno di una trabeazione alta e inarticolata, con frontone ornato da statue acroteriali.
Il medesimo schema ricompare nella parrocchiale di Santorso, iniziata nel 1834. Puppi ipotizza l'intervento del De Boni anche in altri edifici del periodo, come le chiese di Romano d'Ezzelino (1822), Asiago (1826, distrutta durante la Grande Guerra) e Gambellara.
La gran parte delle opere prende però avvio negli anni 1840: si tratta delle parrocchiali di Santa Maria a Montecchia di Crosara (1840-1861), di San Biagio a Montorso Vicentino (1840-1854), di San Benedetto a Malo (1841) e di Sant'Andrea Apostolo a Mason Vicentino (1842). L'impostazione di questi edifici è la medesima e le differenze stilistiche, sia negli esterni sia negli interni (compresi gli ornamenti), sono trascurabili.
Nel 1845 venne iniziata la costruzione di due opere postume, le parrocchiali di Terrossa e Novale. Anche in questi casi viene ripetuto il medesimo schema, chiaramente con un certo avvilimento data la sua ripetizione.